# Die Reise zum Mittelpunkt der Erde (2008)
 Die Reise zum Mittelpunkt der Erde ist ein isländisch-US-amerikanischer Abenteuerfilm aus dem Jahr 2008. Er verwendet Motive aus Jules Vernes gleichnamigem Roman. Regie führte Eric Brevig. Der Film startete am 5. März 2009 in den deutschen Kinos.

## Handlung
Trevor Anderson ist ein Bostoner Vulkanologe, der zehn Tage mit seinem 13-jährigen Neffen Sean verbringen soll, während dessen Mutter einen Umzug nach Ottawa durchführt. Als sie den zunächst wenig begeisterten Jungen bei Trevor abgibt, hat sie auch eine Kiste mit Sachen dabei, die Max gehörten, Trevors Bruder und Seans Vater, auch Vulkanologe und seit zehn Jahren verschollen. Darin findet sich Jules Vernes Buch Die Reise zum Mittelpunkt der Erde mit vielen zunächst rätselhaften handschriftlichen Notizen. Trevor geht zu seinem Labor, um mehr über die Notizen herauszufinden. Dort treffen überraschend Signale eines von Max in Island installierten seismischen Sensors ein. Gemeinsam mit Sean, der Feuer für das Projekt gefangen hat, fliegt er nach Island. Dort wollen sie Sigurbjörn Ásgeirsson kontaktieren, einen weiteren Vulkanologen, erfahren aber von dessen Tochter Hannah, dass er drei Jahre zuvor verstorben ist.
Wie Hannah sagt, waren Ásgeirsson und Max Vernianer: Sie betrachteten Vernes phantastische Schilderungen als wissenschaftliche Fakten. Hannah führt Trevor und Sean auf den Berg, wo Max die Sonde installiert hatte. Diese wird von einem aufziehenden Gewitter zerstört, die drei fliehen vor dem Unwetter in eine Höhle, deren Eingang kurz darauf durch einen Felssturz verschlossen wird. Auf der Suche nach einem zweiten Ausgang treffen sie auf ein verlassenes Bergwerk, das sie zu einem vulkanischen Kamin mit blau lumineszierenden Vögeln – laut Trevor seit langer Zeit ausgestorben – und zahlreichen Edelsteinen führt. Beim Aufsammeln der Edelsteine merken sie zu spät, dass der Boden aus hauchdünnem Muskovit besteht, der unter ihrem Gewicht einbricht. Sie fallen minutenlang in den Vulkankamin, werden durch eine natürliche Wasserrutsche abgebremst und landen schließlich in einem unterirdischen See. Dort finden sie die von Jules Verne beschriebene „Welt innerhalb unserer Welt“ und erkunden sie.
Entlang des Wegs finden sie Instrumente, die Professor Lidenbrock gehört haben, Protagonist in Jules Vernes Roman, dazu Gegenstände des verschollenen Max, später auch dessen sterbliche Überreste. Sie begraben ihn am Strand des unterirdischen Ozeans. Aus seinem Tagebuch erfahren sie, dass er während Seans drittem Geburtstag ausweglos hier festsaß und schließlich verschmachtete.
Doch sie erfahren auch von einer Gefahr: Die gigantische unterirdische Luftblase, in der sie sich befinden, wird von Zeit zu Zeit von dem umgebenden Magma auf lebensfeindliche Temperatur aufgeheizt. Max beschreibt den Weg zu einem Geysir, der sie wieder an die Oberfläche bringen kann, sich aber auf der anderen Seite des unterirdischen Ozeans befindet. Sie müssen den Geysir in 48 Stunden erreichen, oder alles Wasser, das den Geysir bilden kann, wird verdunstet sein.
Sie überqueren den unterirdischen Ozean mit einem selbstgebauten Floß, das von einem lenkdrachenähnlichen Segel gezogen wird, das sich später vom Floß löst. Dabei wird Sean vom Segel mitgerissen und von den Erwachsenen getrennt. Als er sich am anderen Ufer wiederfindet, folgt er einem der blau leuchtenden Vögel in einen Felsspalt, überquert einen Abgrund auf schwebenden magnetischen Steinen und muss schließlich vor einem Raubsaurier fliehen. Währenddessen haben Hannah und Trevor ihren eigenen Weg zum Geysir gefunden. Dort hört Trevor Seans Hilferufe und kann ihn in letzter Sekunde retten.
Hannah erwartet sie auf dem Fluss mit einem Boot aus einem Saurierschädel. Der Fluss trocknet jedoch während der Fahrt aus, sie stürzen in einen Vulkanschlot und bleiben darin stecken. Trevor entdeckt hinter einer Wand des Schlotes ein weiteres Wasserreservoir und durchbricht die Wand, worauf Wassermassen in den Lavasee unter ihnen stürzen. Der Dampfdruck schießt sie in ihrem Boot durch einen Vulkanschlot aufwärts, und zwar den des Vesuv, wie sich herausstellt. Nach ihrer Landung zerstören sie in rasanter Fahrt hangabwärts den Weinberg eines alten Italieners und entschädigen ihn mit einem der Diamanten aus der anfangs gefundenen Höhle. Die zunächst distanzierte Hannah hat sich mittlerweile in Trevor verliebt.
Der Film endet am letzten Tag von Seans Besuch bei Trevor (der nun offenbar mit Hannah zusammenlebt). Als Sean das neue Haus der beiden verlässt, das mit einigen der Diamanten aus der Edelsteinhöhle gekauft wurde, gibt Trevor Sean eine Ausgabe des Buchs Atlantis, die vorsintflutliche Welt von Ignatius Donnelly, mit der Absicht, dass sie sich vielleicht während Seans Weihnachtsferien wiedersehen und neue Abenteuer erleben könnten. Sean hat den blauen Leuchtvogel, der ihn zum Geysir geführt hat, in seinem Rucksack mitgenommen. Er fliegt in die Freiheit. 

## Produktion
Jules Vernes Roman wurde bereits mehrfach verfilmt, unter anderem 1959 unter der Regie von Henry Levin und 1977 unter der Regie von Juan Piquer Simón. Die von Warner Bros. vertriebene 2008er Neuverfilmung hatte ein Produktionsbudget von 60 Millionen US-Dollar.

### Filmtechnik
Der Film wurde in 3D gedreht und kam in 3D (D-Cinema) und 2D (35-mm-Film) in die Kinos.
Am 10. Juli 2009 erschien der Film in Deutschland auf Blu-ray Disc und als Doppel-DVD. Beide Ausgaben enthalten sowohl die 2D- wie auch die im Anaglyphenverfahren erstellte 3D-Version des Films. Vier Grün-Magenta-Brillen sind jeweils beigelegt.
Die Qualität der 3D-Version in der Blu-ray- und DVD-Ausgabe ist umstritten und wird eher negativ beurteilt.

### Synchronisation
Das Dialogbuch schrieb Thomas Maria Lehmann. Dialogregie führte Marcel Collé. Synchronsprecher waren unter anderen:
| Rolle                 | Darsteller           | Deutsche Sprecher |
| --------------------- | -------------------- | ----------------- |
| Prof. Trevor Anderson | Brendan Fraser       | Torsten Münchow   |
| Sean Anderson         | Josh Hutcherson      | Johannes Walenta  |
| Hannah Ásgeirsson     | Anita Briem          | Anna Carlsson     |
| Prof. Alan Kitzens    | Seth Meyers          | Uwe Büschken      |
| Elizabeth Anderson    | Jane Wheeler         | Silvia Mißbach    |
| Leonard               | Giancarlo Caltabiano | Marcel Collé      |
| Italienischer Bauer   | Frank Fontaine       | Hasso Zorn        |

### Fortsetzung
2009 gaben New Line Cinema und Walden Media bekannt, dass es eine Fortsetzung des Films geben würde. Josh Hutcherson übernahm in Die Reise zur geheimnisvollen Insel noch einmal die Rolle des Sean Anderson. Neben Dwayne Johnson als Hank Parsons, Seans Stiefvater, sind auch Vanessa Hudgens und Michael Caine in Hauptrollen zu finden. Brendan Fraser spielte nicht mehr mit.
Der Film wurde ebenfalls in 3D produziert und ist in den deutschen Kinos am 1. März 2012 gestartet.

### Verschiedenes
Der Nachname der Figur Hannah wird mit Ásgeirsson angegeben, obwohl sie nach isländischen Namensregeln als Tochter von Sigurbjörn Ásgeirsson vielmehr Hannah Sigurbjörnsdóttir heißen müsste.
Die Produktionsgesellschaft The Asylum produzierte im gleichen Jahr den Mockbuster Die Reise zum Mittelpunkt der Erde 2.

## Rezeption

### Erfolg
Trotz vieler kritischer Stimmen hatte der Film Erfolg. Bis Dezember 2008 spielte der Film weltweit rund 242 Millionen Dollar ein, davon allein in den USA rund 102 Millionen Dollar. Das Echo in Deutschland fiel dagegen verhältnismäßig gering aus.
| Land           | Einspielergebnis in US-Dollar |
| -------------- | ----------------------------- |
| Australien     | 6.592.731                     |
| Großbritannien | 7.400.943                     |
| Mexiko         | 13.871.400                    |
| Italien        | 11.724.131                    |
| Russland       | 9.071.140                     |
| USA            | 101.704.370                   |
| Frankreich     | 10.789.205                    |
| Deutschland    | 1.486.420                     |

### Kritik
Der Film weicht sehr stark von Jules Vernes Roman von 1864 ab. Die Filmhandlung benutzt die Romanvorlage als Reiseführer für eine Expedition, die in der Gegenwart stattfindet. Der Film wurde erstmals vollständig digital in 3D produziert. Die Filmkritik reicht von begeisterter Zustimmung bis zur völligen Ablehnung.

## Auszeichnungen
International Film Music Critics Association
- Der kanadische Komponist Andrew Lockington wird Breakout Composer of the Year 2008 für seine Filmmusik in Die Reise zum Mittelpunkt der Erde.[10]
- „Best Performance in a Feature Film – Leading Young Actor“ (Young Artist Award) für Josh Hutcherson
- Die Deutsche Film- und Medienbewertung FBW in Wiesbaden verlieh dem Film das Prädikat „besonders wertvoll“.